# DNA 지문
법의유전학 또는 DNA 지문분석(영어: DNA fingerprinting) 또는 DNA 감식(영어: DNA profiling) 또는 유전자 지문 분석(영어: genetic fingerprinting)은 인간의 유전자를 조사하여 특정 개인의 신상 정보를 파악하는 법의학의 한 종류이다. 주로 세포에서 추출한 DNA를 통해 범인을 찾아내거나, 친자 감별을 할 때에 사용된다.

## 같이 보기
- 유전체 지도
- 동정 (생물학)
- 지문 (컴퓨팅)
- 프로파일링